# Třetí skoba pro Kocoura
Třetí skoba pro Kocoura je československý dobrodružný rodinný film z roku 1984 režiséra Radima Cvrčka.

## Děj
Patnáctiletý horolezec Ivan Kočička, kterému se přezdívá Kocour, objeví při svém tréninku v jeskyni mrtvého muže. Muž z čista jasna zmizí a na jeho místě se objeví pracovník archivu Hromada. Nedlouho poté dochází k loupeži v nedalekém zámku. Ivan se proto rozhodne, že tyto záhady vyřeší a zjistí co se doopravdy děje.

## Obsazení
| Kamil Koula         | Ivan Kočička zvaný Kocour (mluví Gustav Bubník) |
| Stanislav Dvořák    | René (mluví Erik Pardus)                        |
| Michaela Kuklová    | Lucie (mluví Ilona Svobodová)                   |
| Zdeněk Komínek      | Jožin                                           |
| Ladislav Mrkvička   | vedoucí oddílu oddílu zvaný Bobs                |
| Jaroslav Moučka     | kapitán VB Stanislav Hruška                     |
| Lubomír Kostelka    | strážmistr VB Lebeda                            |
| Karel Semerád       | archivář Jiří Hromada                           |
| Jaroslav Satoranský | poručík VB Světinský                            |
| Ladislav Křiváček   | hajný Pazdera                                   |
| Zdena Herfortová    | Luciina matka                                   |
| Jana Tomečková      | Kocourova matka                                 |
| Vladimír Hrubý      | dědek Cvrček, svědek                            |
| Viliam Polónyi      | dědek Fanek Tomeček, svědek (mluví Mirko Musil) |
| Stanislav Tříska    | vedoucí hotelu Kotov Gazda                      |
| Václav Erban        | moderátor pátrací realace                       |

## Lokace
Natáčelo se na Jižní Moravě v Mikulově, u Tabulové hory, v Klentnici a na Sirotčím hrádku. Bouda horolezeckého oddílu Medvědi se natáčela v Ostravě.